# Sh2-186
Sh2-186 è una piccola nebulosa a emissione visibile nella costellazione di Cassiopea.
Si individua nella parte settentrionale della costellazione, alcuni gradi a nordest della stella κ Cassiopeiae; il periodo più indicato per la sua osservazione nel cielo serale ricade fra i mesi di agosto e gennaio ed è notevolmente facilitata per osservatori posti nelle regioni dell'emisfero boreale terrestre, dove si presenta circumpolare fino alle regioni temperate calde.
Si tratta di una regione H II di ridotte dimensioni situata alla distanza di 2600 parsec (8480 anni luce) sul bordo interno del Braccio di Perseo. La ionizzazione dei suoi gas è dovuta alla presenza di un oggetto fortemente oscurato che emette radiazione infrarossa, noto come [DBS2003] 51: si tratta probabilmente di un giovane ammasso aperto originatosi all'interno della nebulosa.